# 압운의 이성적 설득효과
압운의 이성적 설득효과(Rhyme as reason effect)는 문장이 처음과 중간, 마지막 부분의 글자가 운이 맞춰져 있으면 그 문장 내용에 감명을 받거나 문장을 기억하고 내용을 받아들이기 쉽다는 효과이다. 이 효과의 압운은 사람들이 노랫말의 라임을 얘기할 때 쓰는 외래어의 한국어 표현이며 압운에 대한 자세한 설명은 압운이란 용어를 참고하면 된다.

## 같이 보기
- 대구법
- 인지심리학, 언어심리학